# براندان غراهام
براندان غراهام (بالإنجليزية: Brendan Graham)‏ هو ملحن وكاتب أغاني أيرلندي، ولد في 1945 في تيبيراري في جمهورية أيرلندا.

## وصلات خارجية
- براندان غراهام على موقع ميوزك برينز (الإنجليزية)
- براندان غراهام على موقع ديسكوغز (الإنجليزية)